# Estação Anália Franco
A Estação Anália Franco é uma estação em obras do Metrô de São Paulo. Faz parte do projeto de expansão da Linha 2–Verde entre Vila Prudente e Dutra (Guarulhos), com previsão de inauguração para 2027.

## História

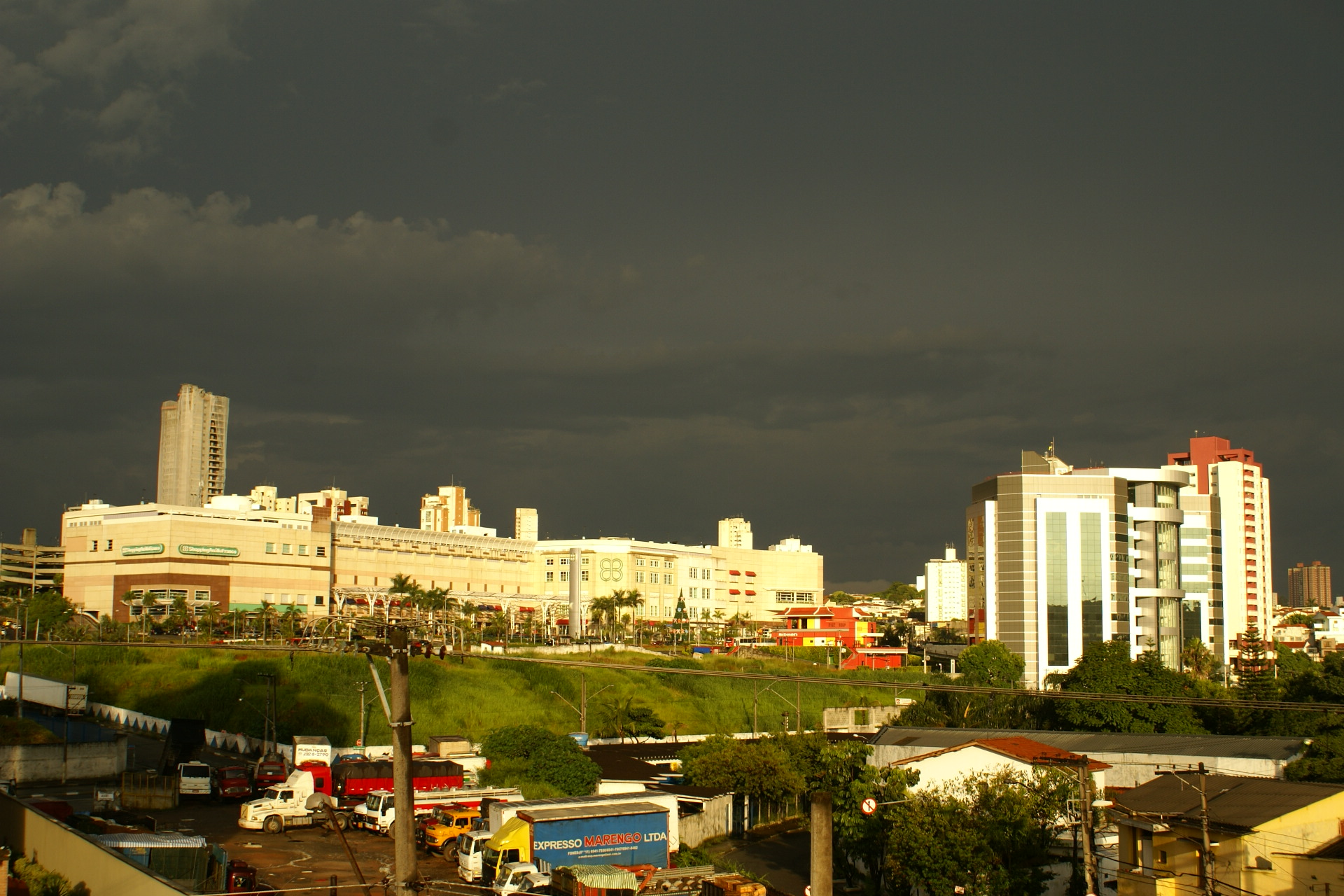
Vista do centro do Jardim Anália Franco. À esquerda, o Shopping Center Anália Franco e à direita o Hospital Vitória. A estação Anália Franco está sendo construída atrás do hospital.

Após a abertura do loteamento Jardim Anália Franco em 1968, o bairro cresceu de forma lenta (mesmo com a abertura do Parque Ceret em 1975) até o final cerca de 1985, quando ocorreu uma expansão imobiliária com a construção de quarenta edifícios. Essa expansão imobiliária acabou atraindo a implantação do Shopping Anália Franco (1999) e do campus Anália Franco da Universidade Cruzeiro do Sul (2000). Outros polos geradores de tráfego de pedestres e veículos como o Hospital Vitória e uma unidade da Leroy Merlin se instalaram nos arredores do Shopping, consolidando esse local como um importante subcentro paulistano.
Assim, a Companhia do Metropolitano de São Paulo (Metrô) estudou o primeiro projeto para a implantação de uma estação ao lado do shopping na década de 2000 (dentro do projeto Rede Azul). A estação Anália Franco faria parte de um projeto de expansão da Linha 5-Lilás até o Aeroporto de Guarulhos. Em consequência da falta de recursos, o projeto acabou arquivado e substituído pelo projeto Rede Essencial (2006), onde o Metrô propôs a expansão da Linha 2-Verde entre Tamanduateí e Tatuapé, com a estação Anália Franco posteriormente rebatizada Água Rasa, e agora rebatizada Santa Clara. Em 2009 o projeto foi radicalmente modificado, com a Linha 2 assumindo uma nova diretriz de expansão para a Penha e a estação diante do shopping sendo novamente chamada de Anália Franco.
A consolidação do novo projeto ocorreu no início da década de 2010, com a publicação dos Estudos de Impacto Ambiental, decretos de desapropriação e obtenção da linha de financiamento. A estação Anália Franco teve seu decreto de desapropriação publicado em 26 de julho de 2013, através do decreto estadual 59387. As obra da estação foram contratadas, por meio de licitação, junto à empresa Mendes Junior:
| Lote/contrato              | Trecho                                                                                                | Empresas      | Custo previsto    | Prazo          |
| -------------------------- | --- | ------------- | ----------------- | -------------- |
| 4 / - TC 4138221304 (2014) | Estação Anália Franco; poço Capitão; poço Coxim; NATM de transição junto aos poços; NATM via singela. | Mendes Junior | R$ 509.681.136,53 | meados de 2026 |

A contratação das obras foi efetuada em setembro de 2014. Porém a ordem de serviço para iniciar as obras acabou adiada por quase seis anos em virtude da crise político-econômica no Brasil de 2014 a 2018. A ordem de serviços foi emitida em 17 de janeiro de 2020, com a Mendes Junior iniciando a montagem dos canteiros de forma lenta por conta da Pandemia de COVID-19 no estado de São Paulo. A previsão de conclusão das obras passou a ser meados de 2026.

## Toponímia
Anália Franco (1853-1919) foi uma professora, poeta e jornalista brasileira que se destacou ao fundar escolas, asilos, orfanatos e se dedicar aos trabalhos filantrópicos. O principal deles foi a Associação Feminina Beneficente e Instrutiva, aberta em 1901, localizada no centro do futuro bairro que levou seu nome. Após a morte de Anália Franco, a associação funcionou regularmente na região até 1968 quando foi fechada e parte de suas terras loteada, dando origem ao Jardim Anália Franco. No ano 2000, o prédio da Associação Feminina Beneficente e Instrutiva foi adquirido pela Universidade Cruzeiro do Sul e passou a ser parte do campus desta universidade no bairro.